# Muurhooiwagen
De muurhooiwagen (Opilio parietinus) is een hooiwagen die in Eurazië en het Nearctisch gebied zeer algemeen voorkomt. Het is een echte cultuurvolger die veel wordt aangetroffen in kelders en schuren, en ook gewoon in huis. Het lichaampje is enigszins eivormig en wordt 5–8 mm groot. De langste poten halen een tienvoud daarvan. Het mannetje is geelachtig en het vrouwtje grijzig met een onduidelijk vlekkenpatroon over het midden van de bovenkant van het lijfje.

## Concurrentie
De op de muurhooiwagen lijkende Opilio canestrinii (rode hooiwagen), die oorspronkelijk uit het Apennijns Schiereiland komt, is de laatste twintig jaar aan een opmars bezig, waardoor de inheemse muurhooiwagen en Opilio saxatilis in de verdrukking zijn gekomen. Rond het begin van de 21e eeuw werd de soort in Nederland als waarschijnlijk uitgestorven beschouwd, maar in 2012 zijn op twee plaatsen toch nog populaties ontdekt in habitat-niches die kennelijk onaantrekkelijk zijn voor de concurrentie (koud, tochtig, donker?). Mogelijk is de soort dus nog op meer van dergelijke plekken terug te vinden.

## Externe link

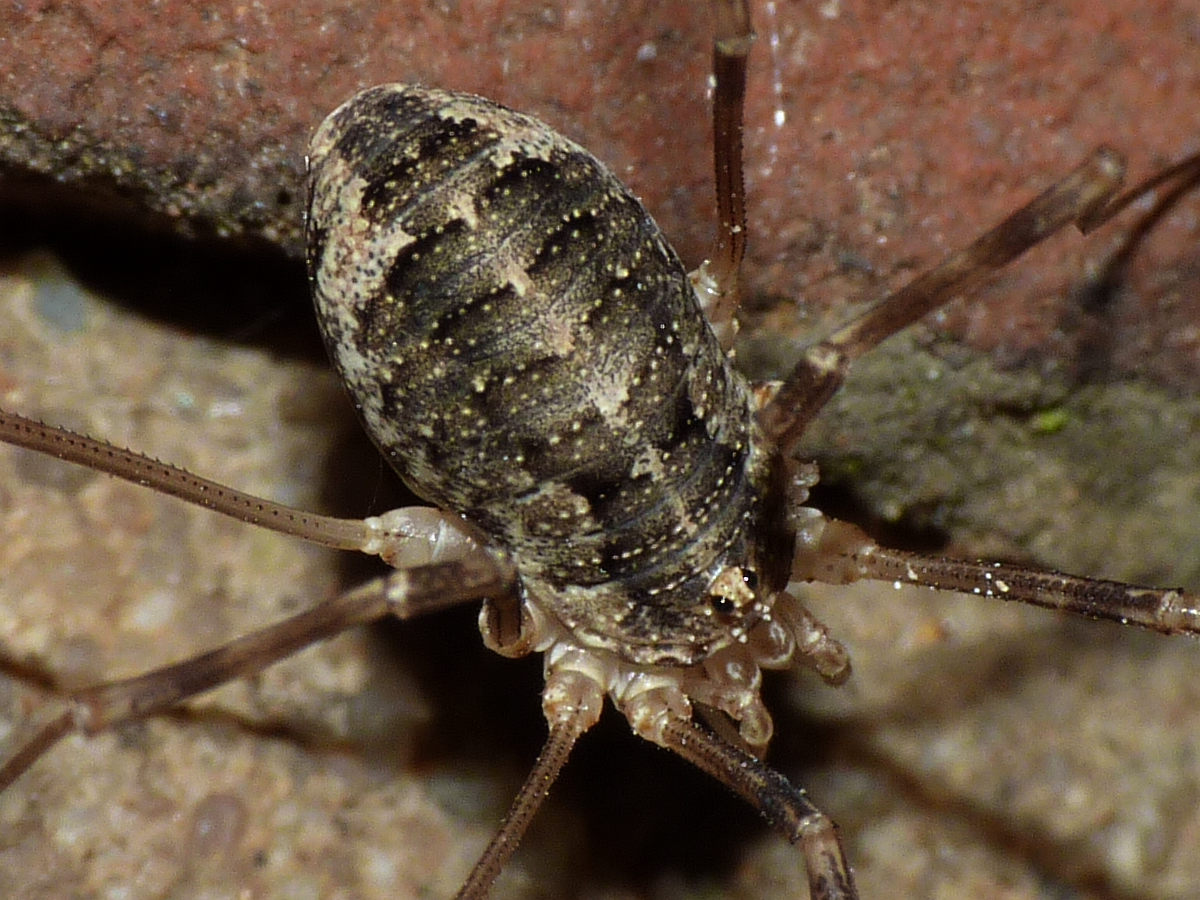
Vrouwtje
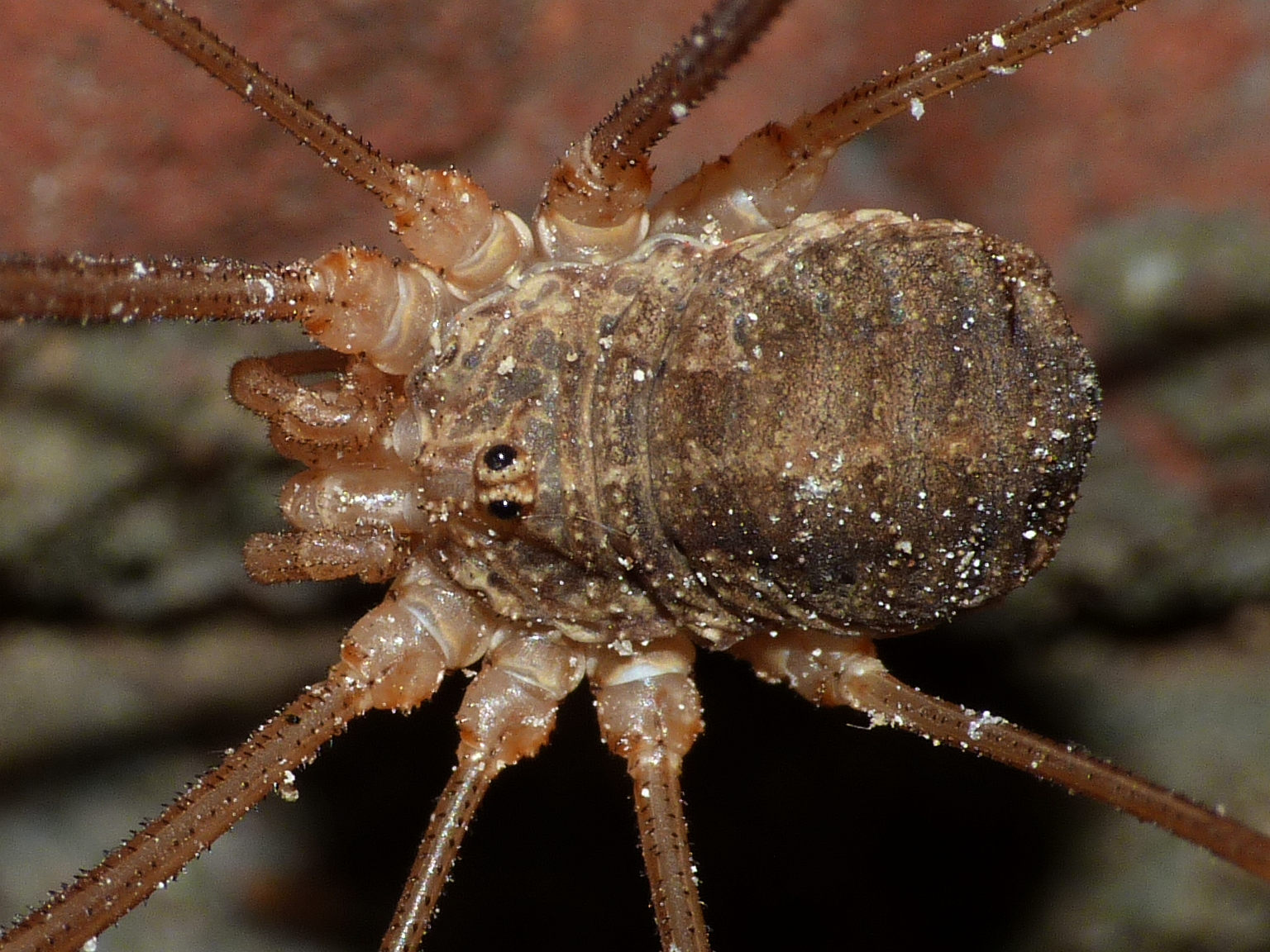
Mannetje
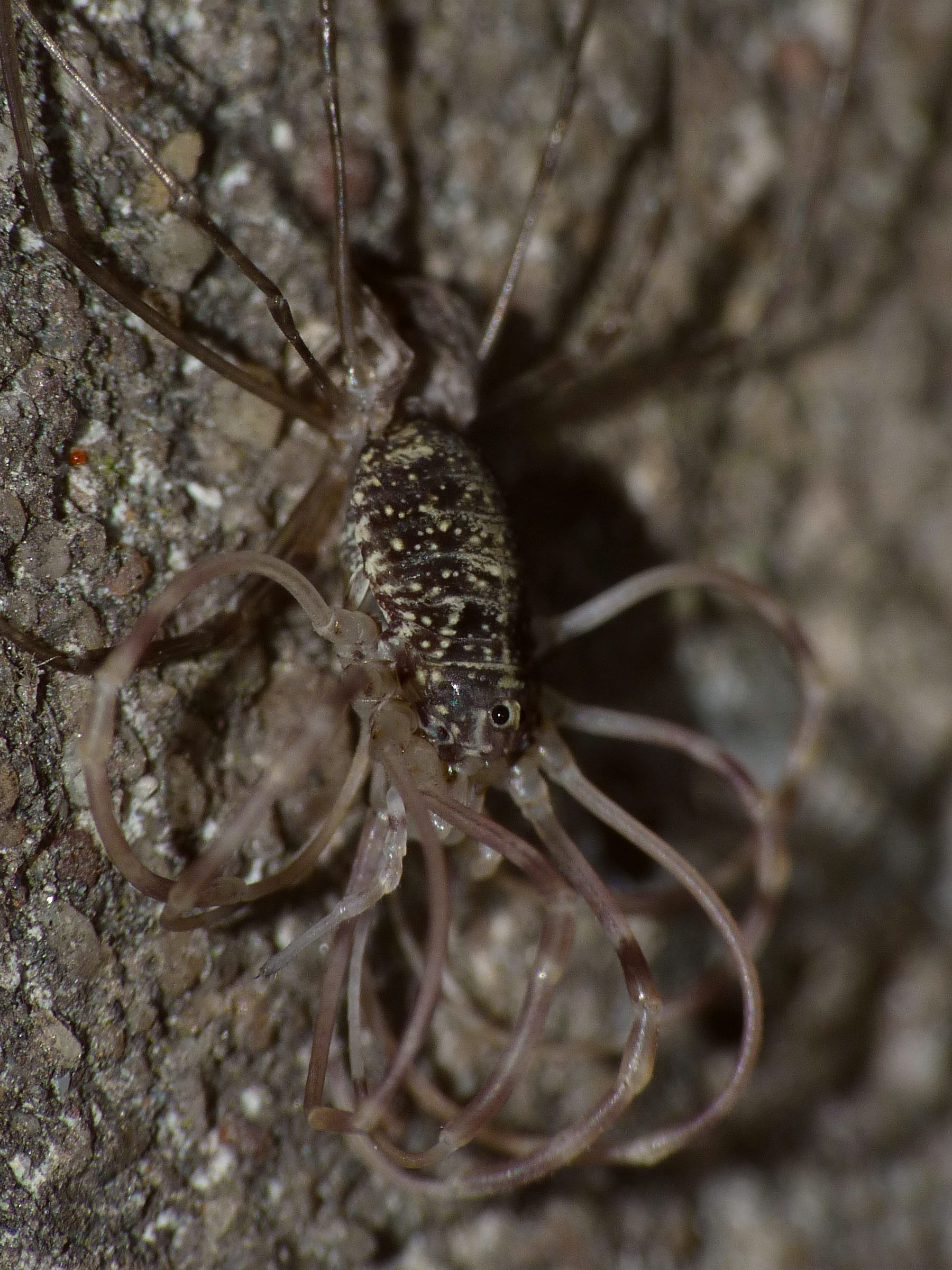
Vervellend
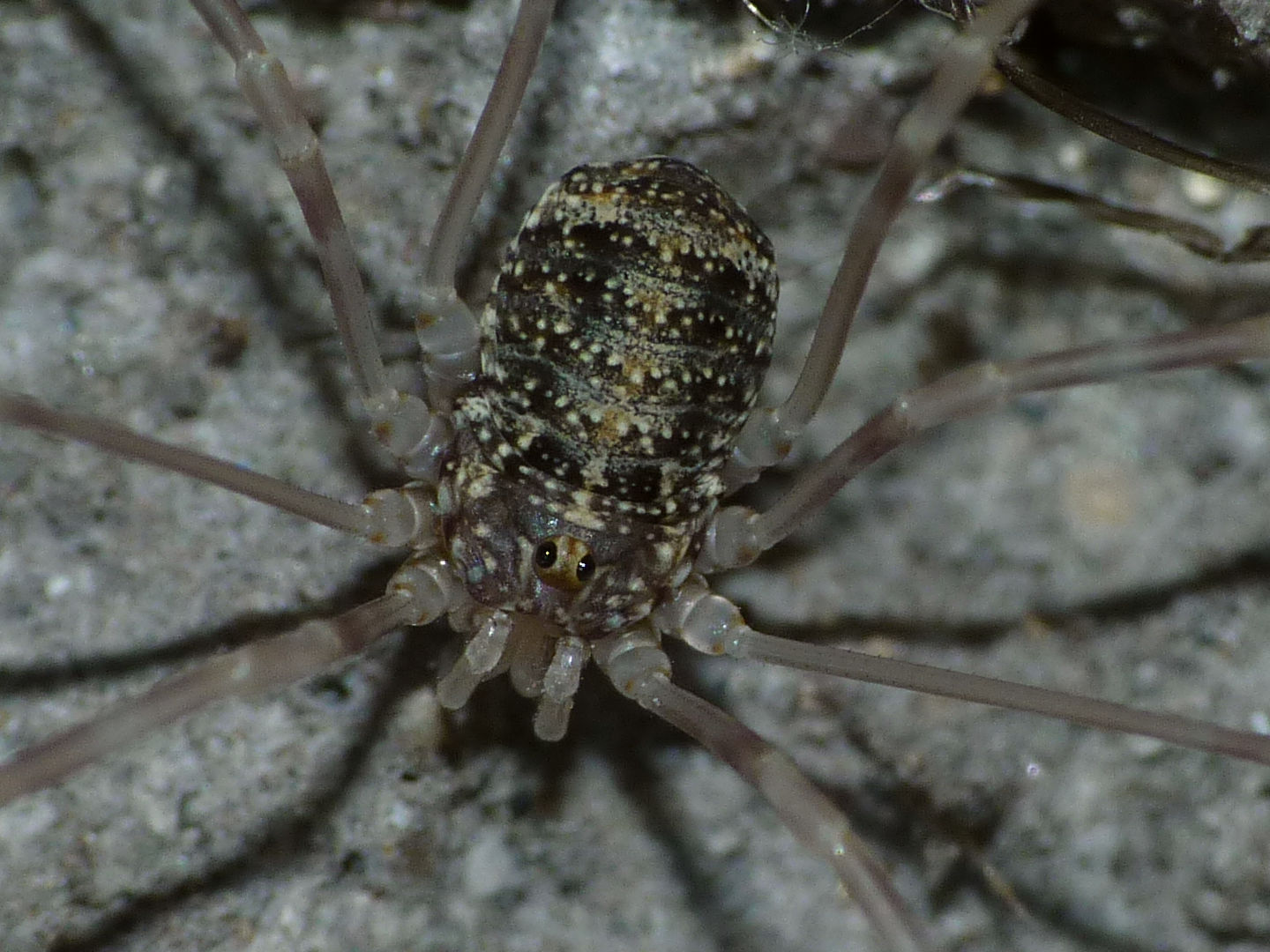
Verveld - subadult
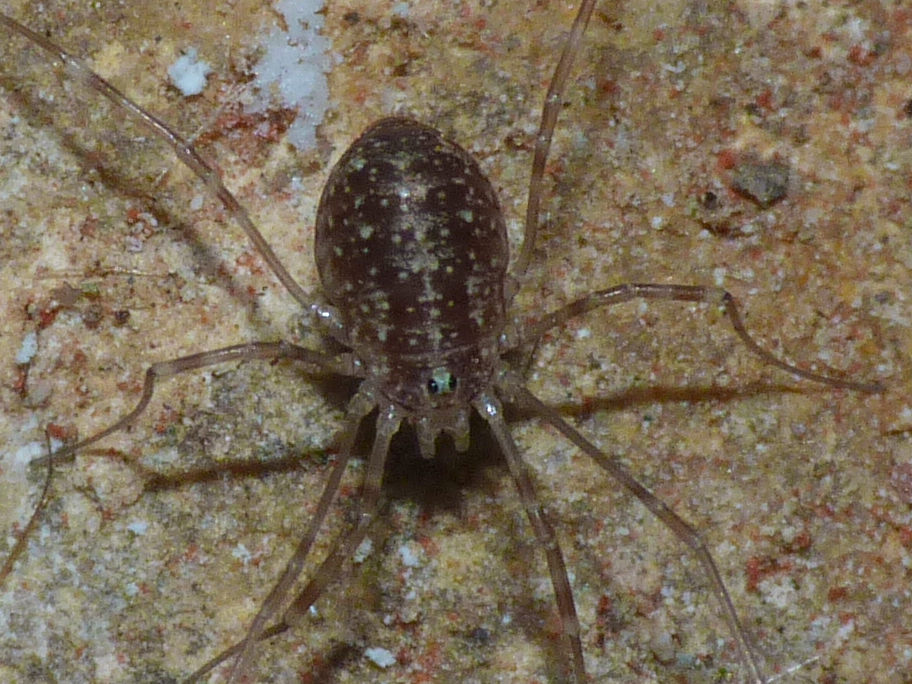
Juveniel